# Muntur
Muntur is een bestuurslaag in het regentschap Indramayu van de provincie West-Java, Indonesië. Muntur telt 4113 inwoners (volkstelling 2010).